# Еро
Еро́ (фр. Hérault) — департамент на півдні Франції, один з департаментів регіону Окситанія. Порядковий номер 34.
Адміністративний центр — Монпельє. Населення 896,4 тис. чоловік (22-е місце серед департаментів, дані 1999 р.).

## Географія
Площа території 6101 км². Через департамент протікають річки Од, Орб, Еро, Відурль і ін. На півночі знаходиться гірська система Севенни. Департамент включає 2 округи, 54 кантонів і 293 комун.

## Історія
Еро — один з перших 83 департаментів, утворених під час Великої французької революції в березні 1790 р. Виник на території колишньої провінції Лангедок. Назва походить від річки Еро.

## Галерея

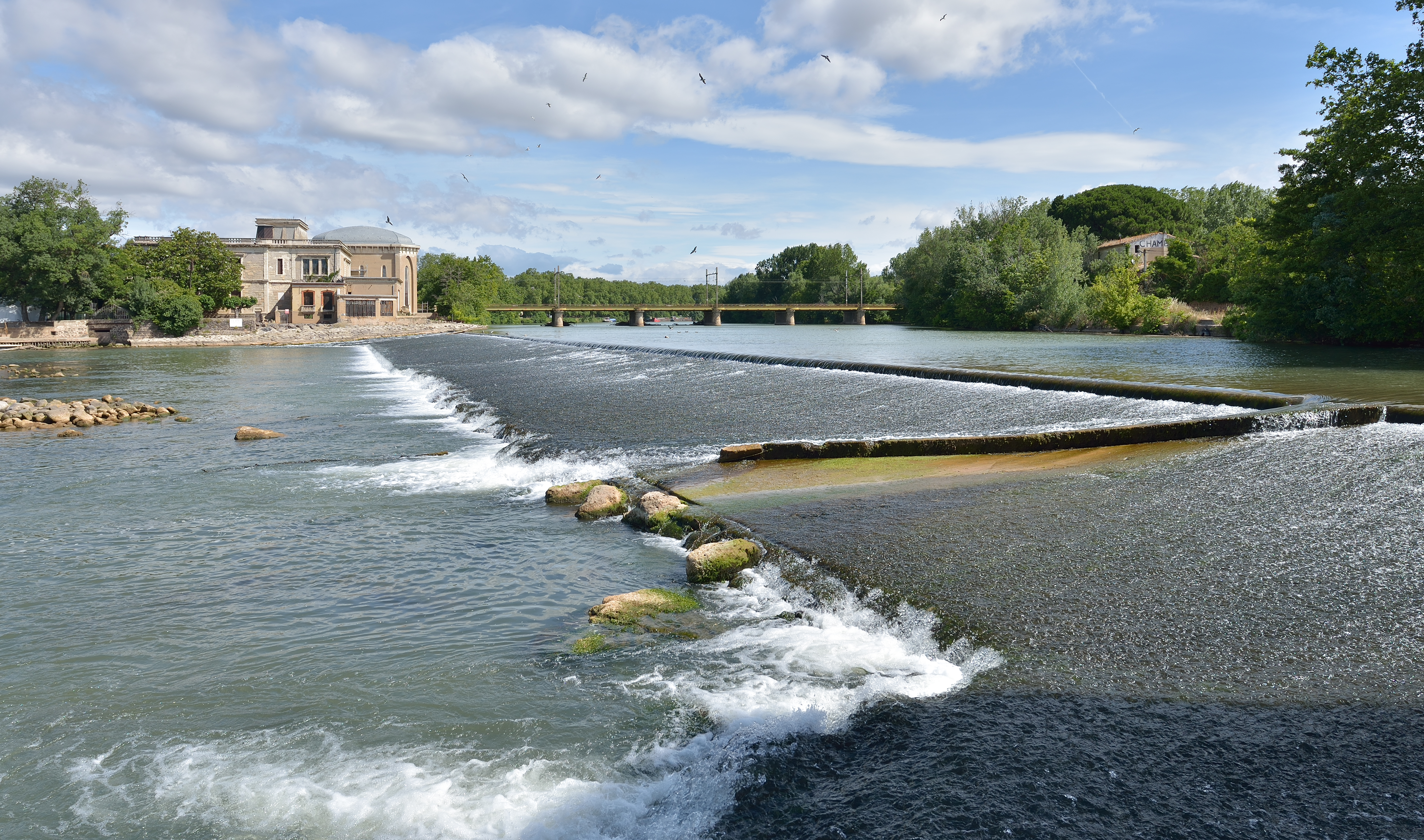
Агд, річка Еро
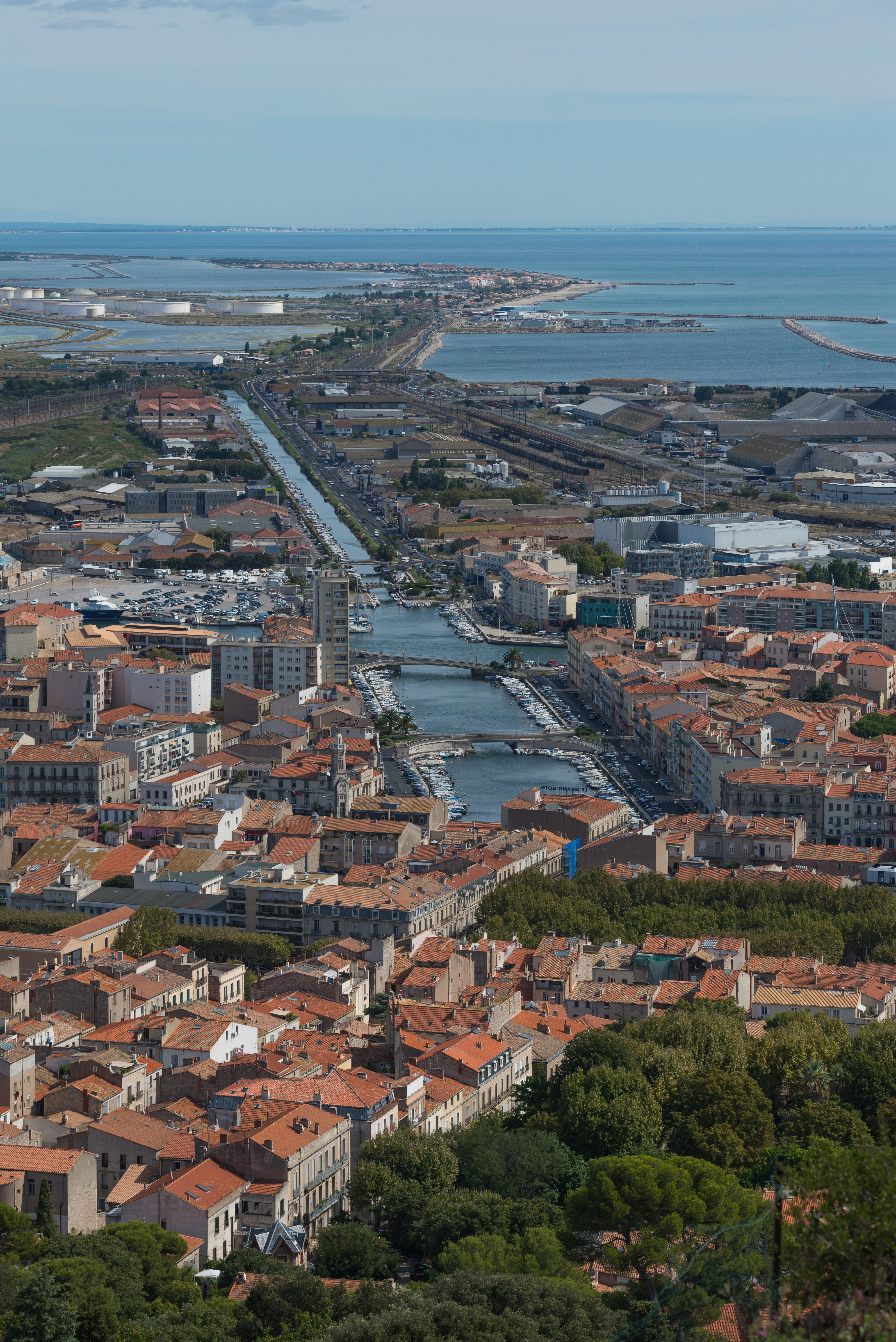
Canal de la Peyrade
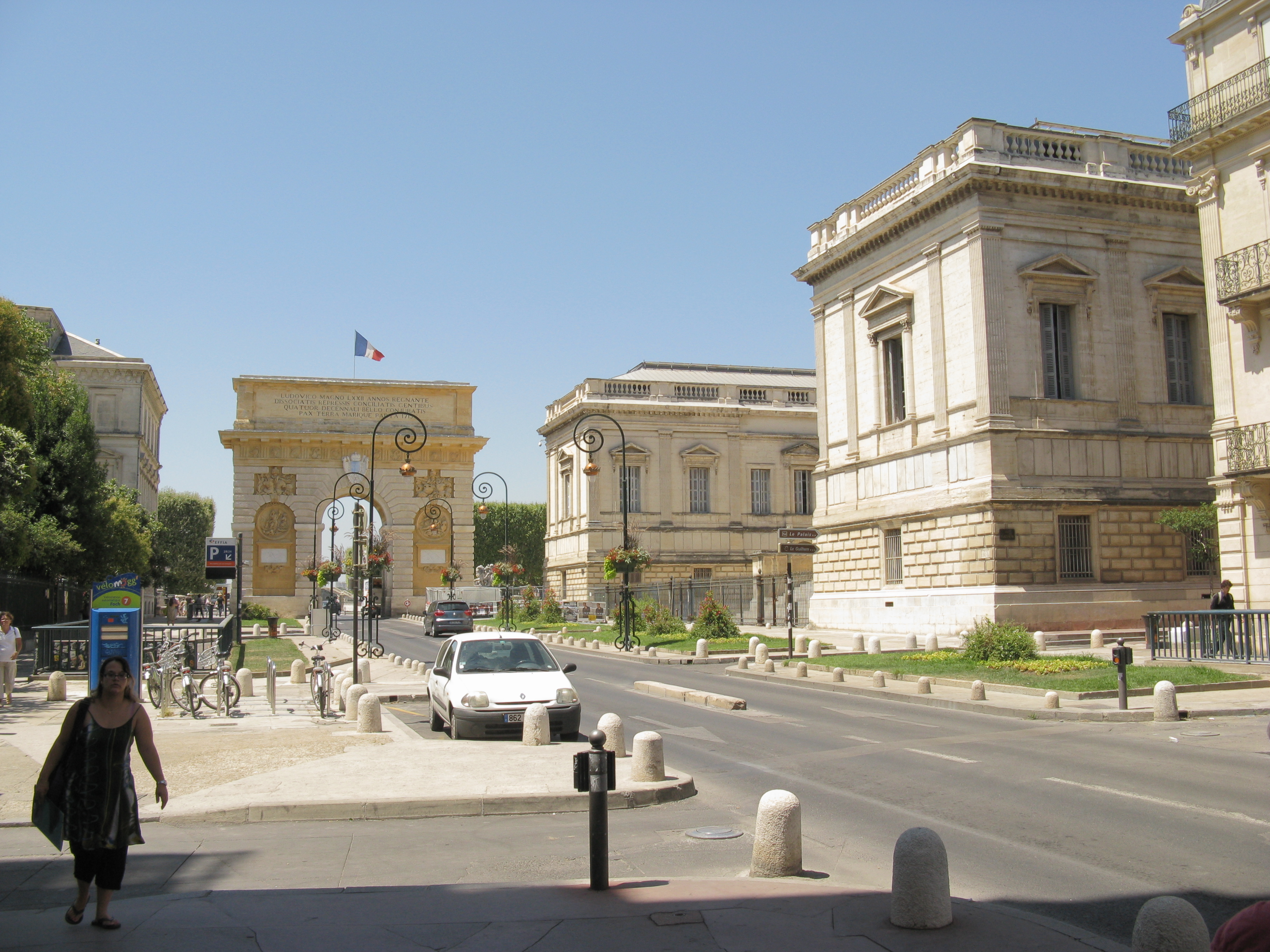
Монпельє
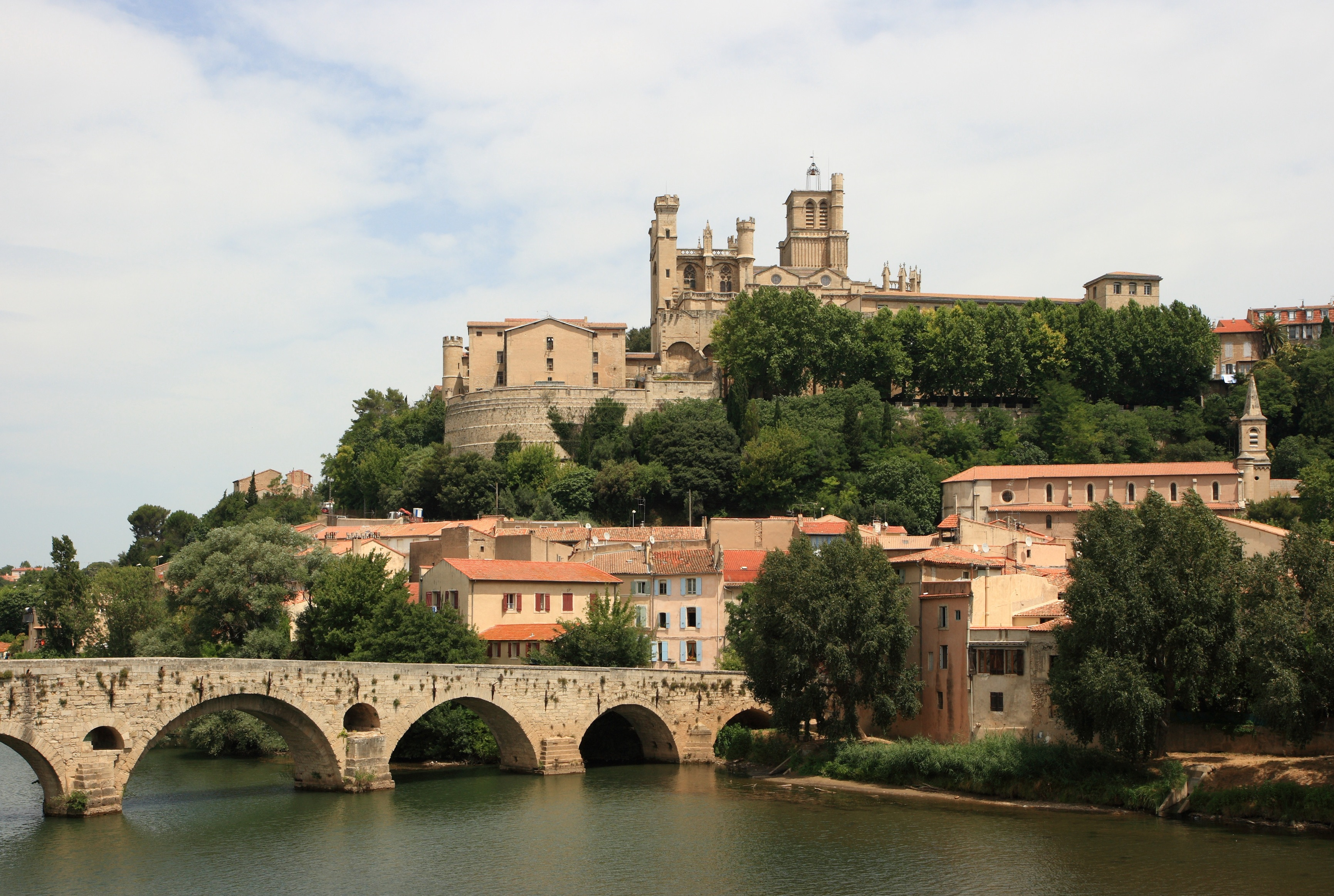
Безьє
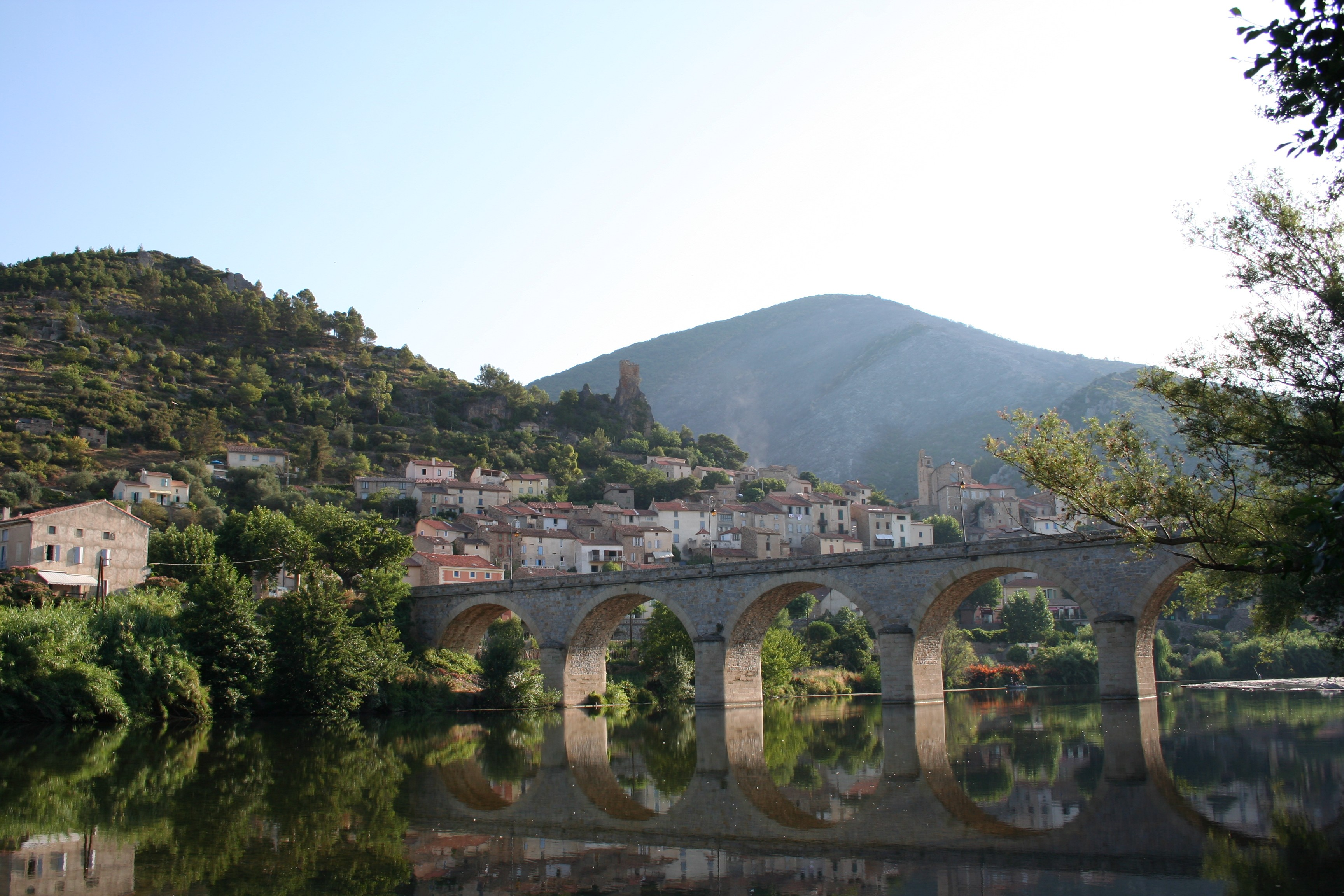
Рокбрен
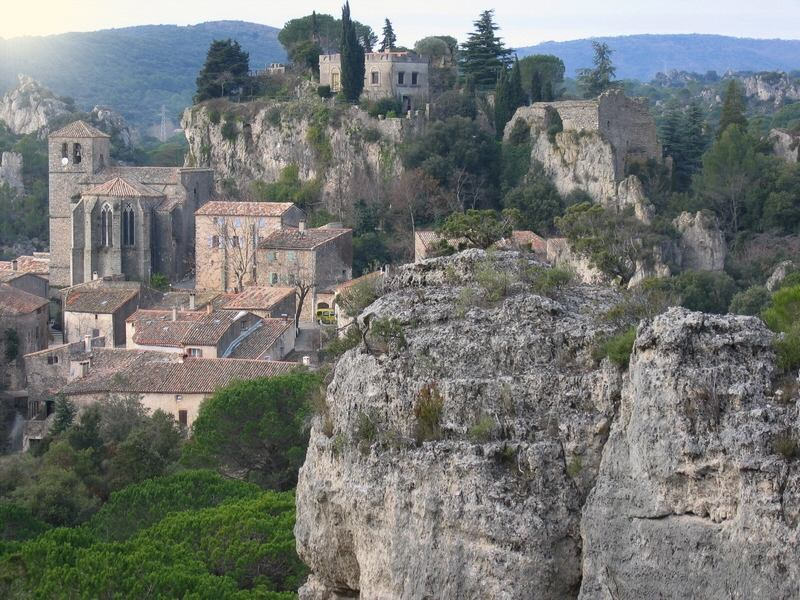
Мурез
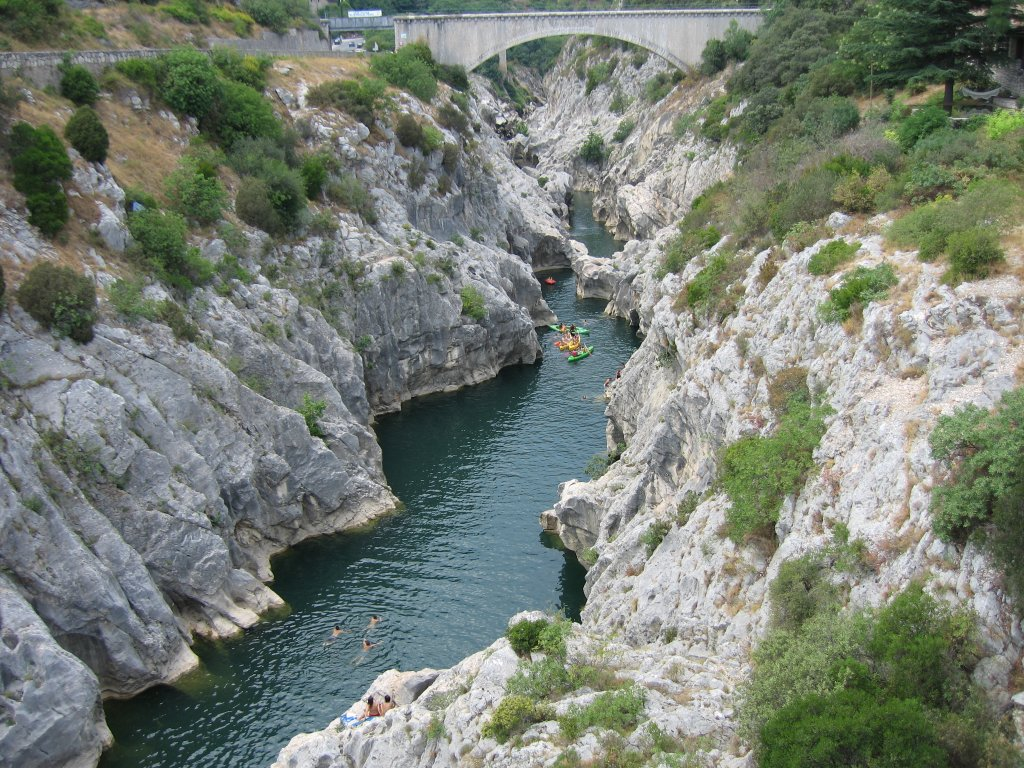
Каякінг на річці Еро